# 蔣師轍
蔣師轍（1847年—1904年），字紹由，一字少穎，號遯庵，亦號潁香，江蘇上元人。著有《青溪詩選》三卷、《青溪詞鈔》等，修《臨胊縣志》、《鹿邑縣志》、《江蘇水利全書》、《江蘇海塘志》等書，並曾因受臺灣巡撫邵友濂之邀來到臺灣，著《臺游日記》一書記錄此行。

## 生平
蔣師轍年少即有才氣，與其兄師軾（幼瞻）並稱「金陵二蔣」。同治十二年（1873年）選拔貢，光緒十六年（1890年）中順天鄉試副榜。光緒十八年（1892年）臺灣巡撫邵友濂聽聞其名聲，遂請他來臺，而蔣師轍剛到臺灣（1892年4月16日抵臺），適逢臺南舉行考試，他即被委以襄校一職。不久後邵友濂計畫籌修通志，便聘蔣為總纂，然而因為與志局總調臺北知府陳文騄不合，且遲未能開局正式修志、希望能閱覽的書籍又未取得，萌生去意，遂在該年八月二十一日（1892年10月11日）乘「斯美」輪內渡離臺，並著有《臺游日記》四卷記錄此行所聞。
光緒二十四年（1898年）他被任為安徽知州，次年署壽州，再次年移鳳陽，二十八年（1902年）調桐城，二十九年（1903年）授無為州知州，他在任官之處皆留下不錯的名聲。